# Jeanne Bovet
Jeanne Bovet, née le 24 décembre 1915 à Grandchamp en Suisse et morte le 21 novembre 2010 à Rompon en Ardèche, est une pianiste classique suisse. Elle est la fille illégitime d'Alfred Cortot.

## Biographie
Jeanne Bovet effectue sa formation musicale dès l'âge de six ans au Conservatoire de Neuchâtel, puis à 15 ans à l’École normale de musique de Paris, sous la direction de Marthe Morhange, Yvonne Lefébure, Nadia Boulanger, Charles Koechlin, Olivier Messiaen, Charles Munch, Igor Stravinsky et Alfred Cortot (qui est son père biologique). Elle rencontre alors parmi les élèves Dinu Lipatti, Samson François, Ginette Neveu et Miguel Ángel Estrella.
Elle devient enseignante au Conservatoire de Berne. Elle se produit lors de concerts en récital et avec orchestre avec les plus grands chefs.
En 1965, elle décide avec une amie d'acheter une chapelle du XIe siècle en ruines, à Rompon, et de la réhabiliter,. Elle y organise des saisons musicales dans une ambiance propice à la sérénité, appelées « Offrande musicale ». De nombreux musiciens y participent, dont Julien-François Zbinden qui sera invité régulièrement de 2001 à 2011. À la suite de son décès le 21 novembre 2010, l'Association de l'Offrande musicale continue à y perpétuer la tradition de ces concerts.
Elle est l'auteure de plusieurs livres, Comment Augustin découvrit la musique, paru en 1961 aux éditions du Verdonnet, puis, aux éditions Les Cahiers de la Joie, Chapelle notre amour paru en 1982, Portes entrouvertes en 1984, Tant de raisons en 1990, J'avais un camarade en 1999 et Le Tilleul en 2004. Elle a également, sous le pseudonyme de Claude L'Espère, rédigé sa biographie et, notamment, la quête de ses parents naturels, dans le roman Cailloux de Lumière, paru à La Baconnière en 1980.

## Discographie
Son compositeur préféré est Jean-Sébastien Bach dont elle est une des interprètes au piano.
Elle enregistre notamment un disque consacré à Bach, Scarlatti et Haendel  ainsi qu'un autre : Bach, Debussy, Schumann, en 1993 chez Gallo.